# Louis Carrey
Pour les articles homonymes, voir Carrey.
Louis Carrey, né le 21 août 1822 à Rouen, et mort le 5 février 1871 à Antibes, est un artiste peintre français.

## Biographie
Louis Jacques Carrey est né le 21 août 1822 à Rouen, de Louis-Pascal-Laurent Carrey, son père marchand, et de Julie-Louise Loisiel, sa mère décédée dans ses jeunes années. Il s'installe à Lyon vers 1843 pour suivre son père qui crée une fabrique d'étoffes d'ameublement. À Lyon, il entre au service du peintre Simon Saint-Jean qui dispose d'un atelier. Il expose des gouaches de fruits et de fleurs au Salon de Lyon en 1843 et en 1844 et dès 1857, expose aux Salons de Lyon et de Paris. Il signe L. Carrey.
Malade de la phtisie, il se réfugie à Antibes où le climat est meilleur mais il meurt le 5 février 1871. Il est enterré dans le cimetière de la Guillotière à Lyon.

## Œuvres
Louis Carey peint presque exclusivement des natures mortes.

Peuvent être cités, les tableaux suivants: Les chats, Les quatre saisons, Le lièvre, Science et Foi, Le canard sauvage, Un chaudron, une cafetière et des huitres.

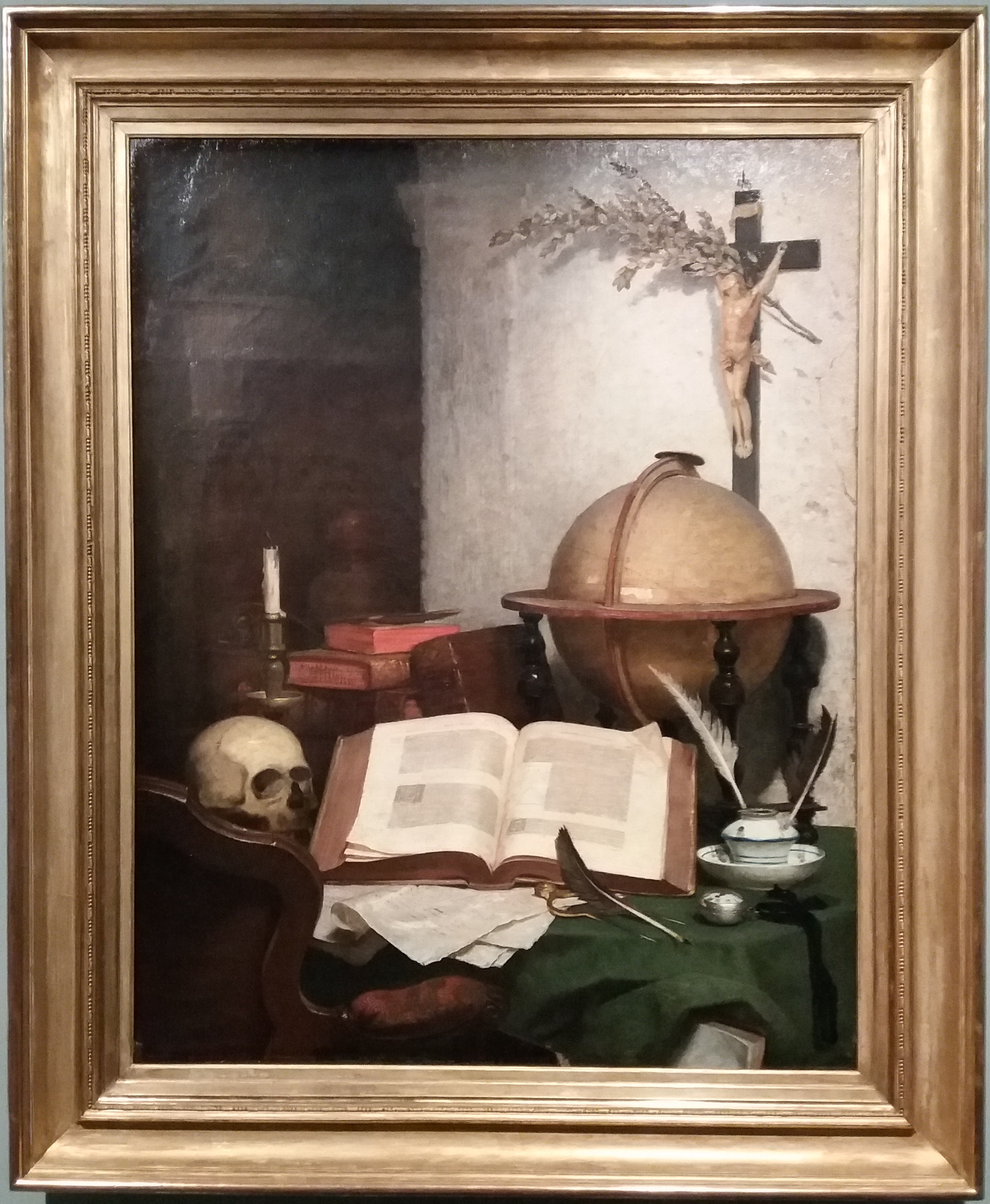
Science et foi (1865).